# 70444 Genovali
70444 Genovali este un asteroid din centura principală de asteroizi.

## Descriere
70444 Genovali este un asteroid din centura principală de asteroizi. A fost descoperit pe 9 octombrie 1999 la San Marcello Pistoiese de Luciano Tesi și Maura Tombelli. Asteroidul prezintă o orbită caracterizată de o semiaxă mare de 2,62 ua, o excentricitate de 0,13 și o înclinație de 11,9° în raport cu ecliptica.